# Подтурењ
Подтурењ (слч. Podtureň) насељено је мјесто са административним статусом сеоске општине (слч. obec) у округу Липтовски Микулаш, у Жилинском крају, Словачка Република.

## Становништво
| Година:    | 1994. | 2004.    | 2014.    | 2024.   |
| ---------- | ----- | -------- | -------- | ------- |
| Број људи: | 433   | 514      | 1014     | 1055    |
| Разлика:   |       | +18,70 % | +97,27 % | +4,04 % |

| Година:    | 2023. | 2024.   |
| ---------- | ----- | ------- |
| Број људи: | 1063  | 1055    |
| Разлика:   |       | -0,75 % |

Према подацима о броју становника из 2011. године насеље је имало 986 становника.